# Carlo Francesco Caccia
Carlo Francesco Caccia, conte di Cilavegna (Novara, 31 maggio 1789 – Torino, 24 febbraio 1863), è stato un funzionario e politico italiano.

## Biografia
Laureato in giurisprudenza a Torino è stato un funzionario della pubblica amministrazione, addetto alle intendenze delle province, della finanza e del tesoro. Ha ricoperto gli incarichi di vice-intendente generale di Genova, intendente generale di Pinerolo e ispettore generale dell'erario.
Fu Senatore del Regno di Sardegna dal 4 marzo 1852. Era stato eletto Deputato del Regno di Sardegna nella I legislatura, ma la sua elezione fu annullata.